# 大翻訳運動
大翻訳運動（だいほんやくうんどう、中: 大翻译运动、英: The Great Translation Movement）は、中華人民共和国のニュースサイトやソーシャル・ネットワーキング・サービス等にてユーザーが投稿したコメントや画像、動画等を翻訳する運動を行っている集団である。

## 概要
大翻訳運動は、2022年2月にReddit上の最大規模の中国語コミュニティで始まった。2022年ロシアのウクライナ侵攻が開始された後、英語のSNS上にて、中国のSNS上等に書き込まれた戦争支持や侵略支持の言論を英語に翻訳したものを公開しており、各国に中国人や中国メディアの立場・視点を知らせるという動きが見られている。翻訳は在外華人により行われているものと見られる。同年3月にRedditコミュニティが閉鎖され、大翻訳運動は活動の場をTwitter（2023年7月以降はX）等に移した。
翻訳は英語をはじめ、日本語、ドイツ語、朝鮮語、フランス語、スペイン語、アラビア語等でも行われている。また、上海市をはじめとする中国の都市での新型コロナウイルス（COVID-19）感染症に伴うロックダウンについての投稿も始めている。
日本国内で発生した災害や事件等を用いて、日本を誹謗中傷するコメントについても、日本語に翻訳されたものが公開されている。
メンバーは大翻訳運動を行う目的について、「より多くの国の人々が、中国人は中国共産党のプロパガンダのイメージほど『温かく、親切で、優しい』のではなく、誇り高く、傲慢で、大衆主義者として繁栄し、残酷で、血に飢え、無関心であることを理解してくれることを願っている。世界中の中国系の人々がこれらの否定的な感情を取り除き、文明社会に真に溶け込み、自分たちの無知を恥じることができることを願う。」と語っている。